# Julio Galán Carvajal
Julio Galán y González Carvajal (Avilés, 22 de diciembre de 1875-Oviedo, diciembre de 1939) fue un arquitecto que realizó la mayor parte de su obra en Galicia y Asturias.

## Trayectoria
Estudió arquitectura en Madrid donde se graduó en 1900. Su primer trabajo fue como arquitecto municipal en Trujillo, pero al quedar libre a plaza de arquitecto provincial de la Coruña tras la muerte de Faustino Domínguez Coumes-Gay ganó la plaza en 1901. También fue arquitecto diocesano de Santiago de Compostela. En La Coruña nació su hijo, el también arquitecto Julio Galán Gómez.
En 1911 fue nombrado arquitecto municipal de Oviedo, cargo que ocupó hasta 1921. Siguió residiendo en la ciudad de Oviedo hasta su muerte.
En 1991 el Colegio Oficial de Arquitectos de Galicia creó el Premio de Arquitectura Julio Galán Carvajal.

## Obra

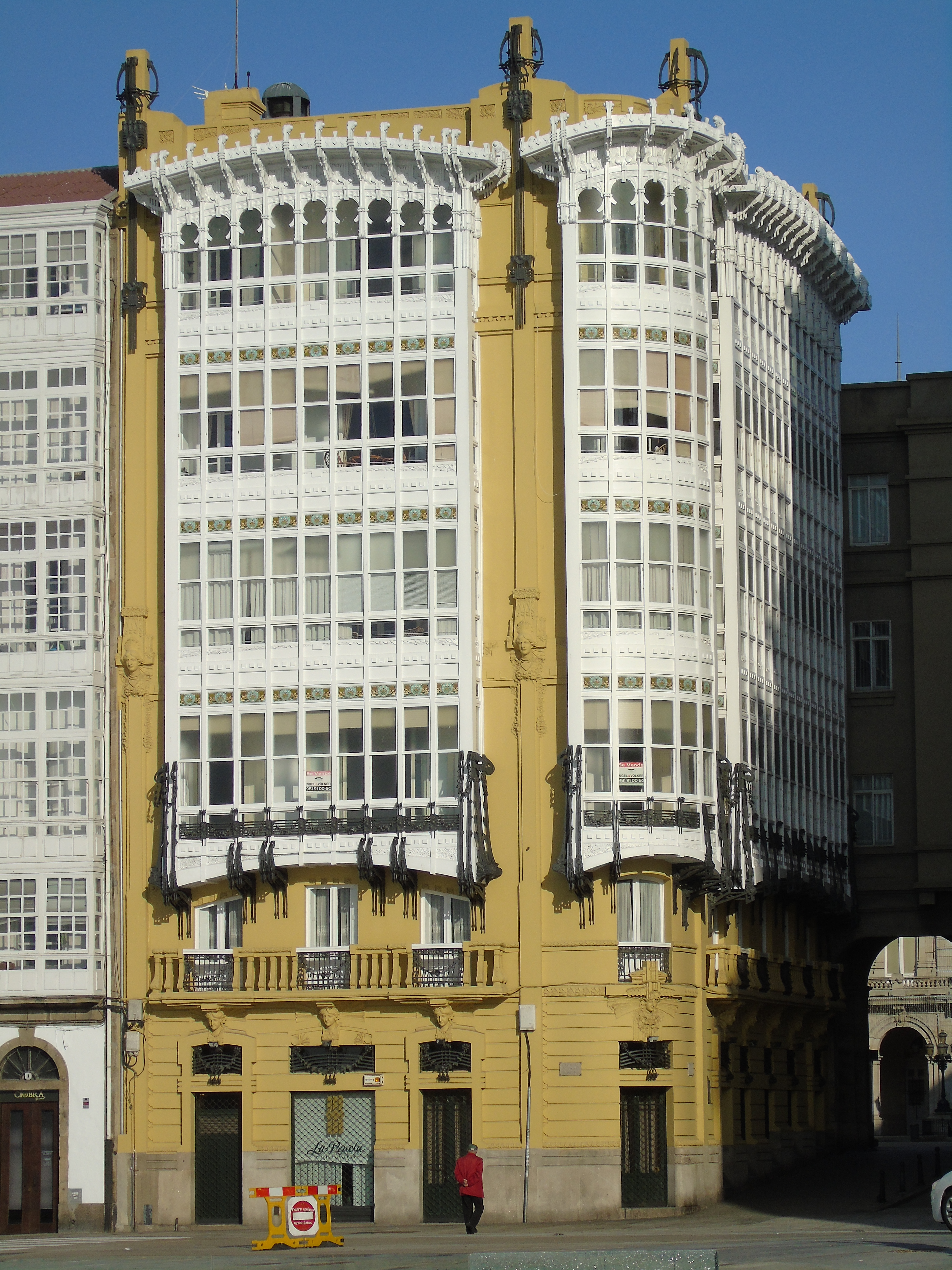
Casa Rey en La Coruña

Galán Carvajal es considerado uno de los introductores del modernismo en Galicia, realizando obras como la Casa Rey (1911), en plaza María Pita, en la cual incorpora el hierro forjado como soporte del cristal y dota de organicidad a las fachadas con un discurso unitario que le lleva a renovar completamente la organización plástica, con puertas y portales ornamentados. En la misma ciudad, llevó a cabo otras obras destacables como el Pazo de Justicia de la Coruña (sede del Tribunal Superior de Justicia de Galicia), la Casa Cabanela, la Casa en Plaza de Lugo 22, Casa en calle Real 22, Casa en San Andrés 7 y la Casa Viturro, entre otras.
Fue el autor de las Casas del Ayuntamiento de Carballo y Ribeira, derribadas ambas en la década de 1970. En Asturias diseñó el Círculo Mercantil o la colonia del Marqués de San Feliz.